# 4-叔丁基吡啶
4-叔丁基吡啶（4-tert-butylpyridine, tBP）常用於染料敏化太陽能電池電解液的添加劑，可以提昇光電池的開路電壓，但是會降低電解液的導電度，而影響短路電流的大小。